# Skæl
|  | Opdelingsforslag Denne artikel er foreslået opdelt i artiklerne Skældyr og Skæl (mennesker). (Diskutér forslaget). Hvis opdelingen sker, skal det fremgå af beskrivelsesfeltet, at opdelingen er sket (hvorfra og hvortil) eller af artiklens diskussionsside. |

Skæl er små hårde eller bløde plader af horn, som vokser ud af huden på krybdyr og fisk. Fugle har skæl på benene, og deres fjer regnes for at være udviklet fra skæl. Skældyret, som er et pattedyr, har skæl der er udviklet af sammenvokset hår. Sommerfugles vinger er beklædt med mikroskopiske skæl kaldet sommerfuglestøv. Menneskers negle er skæl, hvor derimod døde hudceller som udskilles fra hårbunden kaldes skæl, men er det teknisk set ikke.
Hajer har ikke skæl, deres skind består af horn. 

## Skæl i hovedbunden hos mennesket
Betegnelse "skæl" benyttes også om flager af hud, der drysser fra hovedbunden på mennesker. Skæl i hovedbunden skyldes naturlig udskiftning af hudceller. De døde hudceller bliver erstattet af nye, hvorefter de døde celler drysser fra hovedbunden. Gærsvampen Pityrosporum ovale, findes i hovedbunden, og er den primære grund til skældannelse. Døjer man med unaturligt meget skæl, skyldes det ofte en overproduktion af gærsvampen, der resulterer i en hurtigere omsætning af hudceller. I nogle tilfælde oplever man kløe og irritation, i forbindelse med store mængder skæl. Der findes specielle shampooer, der er lavet til reducere svampevækst, og derved minimerer skældannelsen i hårbunden. 
De hvide flager, der kaldes skæl, kan forekomme ved udtørring af hovedbunden, der ofte er mere kløende og irriteret, end når man har almindelig skæl. Om vinteren tørrer hovedbunden ofte ud ved mangel på talg, når den naturlig talgproduktion ikke kan opretholde en sund balance.